# Мой партнёр
«Мой партнёр» (кор. 나의 P.S. 파트너) — южнокорейская романтическая кинокомедия, повествующая историю случайностей и любовного треугольника. Премьера состоялась 6 декабря 2012 года.

## Сюжет
Когда Юн Чжон сама того не ведая набирает другого парня Хён Сон и решает веселым способом стимулировать на женитьбу своего жениха сексом по телефону. История непростых жизненных перемен для пар, с длинной историей отношений, начинается благодаря ошибочному телефонному звонку.

## Роли исполняли
- Чжи Сон — Хён Сон
- Ким А Чжун — Юн Чжон
- Шин Со Юль — Сон Юн
- Кан Кён Чжун — Со Вок
- Ким Сон О — Юн Мин
- Чон Су Ён — Чжин Чжу

## Награды
2013 на 49-й церемонии награды Paeksang Arts Awards
- номинирована в категории Лучшая актриса второго плана Шин Со Юльl

2013 на 50-й церемонии награды Grand Bell Awards
- номинирована Лучший дебют (женская роль) Шин Со Юль